# Баја Арена (Салерно)
Баја Арена је насеље у Италији у округу Салерно, региону Кампанија.
Према процени из 2011. у насељу је живело 8 становника. Насеље се налази на надморској висини од 9 м.